# Операција у долини Шенандое (1862)
Операција у долини Шенандое (енгл. Shenandoah Valley campaign), успешна офанзива снага Конфедерације у западној Вирџинији у мају 1862, која је омела офанзиву снага Севера према Ричмонду (Полуострвска операција).